# Gimnazjum Herclija
Gimnazjum Herclija (hebr. הגימנסיה העברית הרצליה, Ha-Gimnasja ha-Iwrit Herclija) – izraelska instytucja edukacyjna położona na osiedlu Ha-Cafon he-Chadasz w Tel Awiwie. Powstała w 1905 roku i była pierwszą na świecie hebrajską szkołą średnią.

## Historia

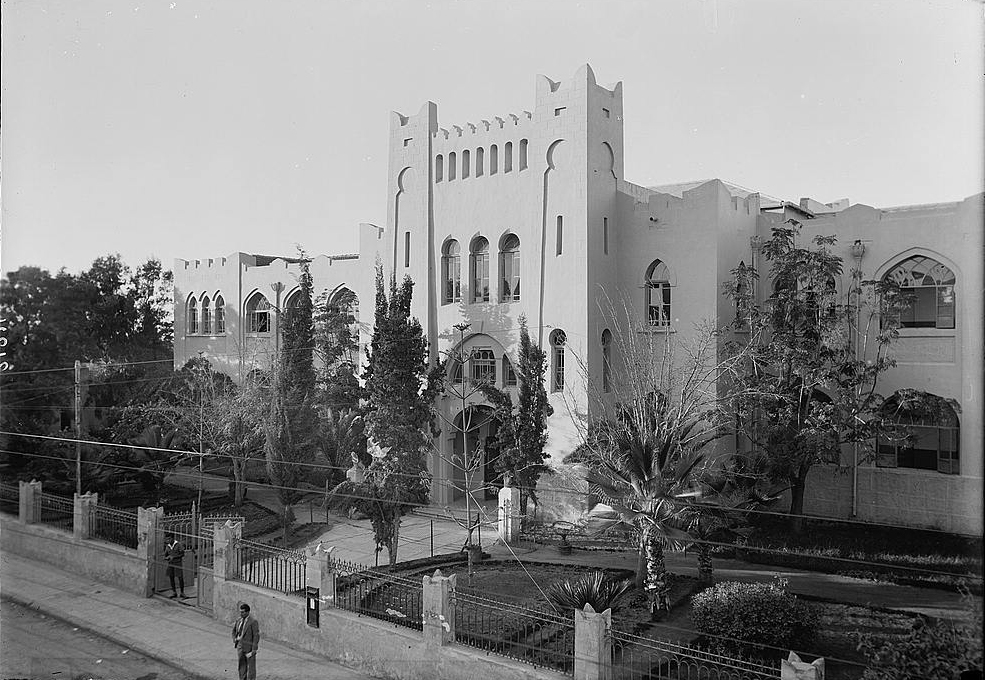
Stara siedziba Gimnazjum Herclija przy ulicy Herzla, 1936

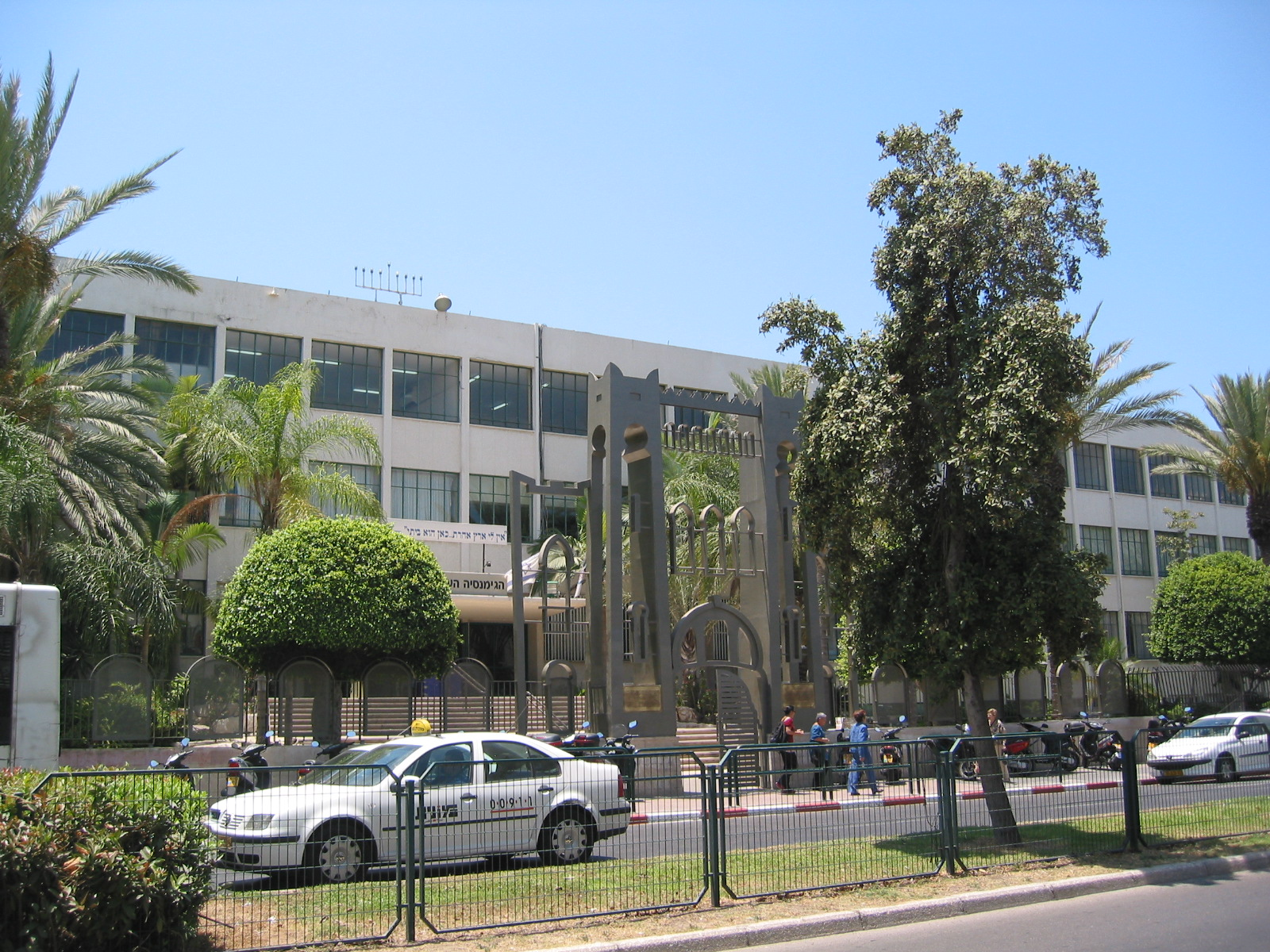
Nowa siedziba Gimnazjum Herclija przy ulicy Żabotyńskiego

Idea utworzenia „gimnazjum hebrajskiego” w Palestynie została przedstawiona przez Menachema Usyszkina i dr Ben Zion Mossinsona. Pierwsze praktyczne próby założenia takiej szkoły podjął dr Leib-Kohen z żoną. Założyli oni prywatną szkołę hebrajską, która działała w dwóch pokojach ich mieszkania w Jafie. Nazwaną ją Gimnazjum Hebrajskie. Była to pierwsza szkoła średnia na świecie, w której językiem wykładowym był hebrajski. 28 lipca 1909 szkołę przeniesiono do pobliskiego Tel Awiwu, gdzie swoją siedzibę miała przy ulicy Herzla. Zmieniono wówczas jej nazwę na Gimnazjum Herclija, na cześć Theodora Herzla, twórcy i głównego ideologa Syjonizmu.
Do pierwszej klasy gimnazjum chodzili uczniowie, którzy zasłynęli w dalszej przyszłości państwa Izraela: Mosze Szarett, Elijjahu Golomb, Dow Hoz, Rebeka Szertok (siostra Moszego Szaretta i późniejsza żona Oz), Rebeka Resnick, Cila Feinberg (córka Izraela Feinberga).
Stary budynek gimnazjum był wybudowany w tak zwanym stylu izraelskim, który usiłował odtworzyć izraelską architekturę w Palestynie i łączył w sobie elementy różnych stylów architektury na Bliskim Wschodzie z koncepcjami europejskimi. Został on zaprojektowany przez architektów Josefa Barsky'ego i Borisa Schatza ze Szkoły Sztuk Pięknych i Rzemiosł Besaleela. Budynek był położony na niewielkim wzniesieniu przy ulicy Herzla, która była wówczas główną ulicą miasta. Lokalizacja szkoły wpływała na kształtowanie świadomości mieszkańców Tel Awiwu, spostrzegających gimnazjum jako najważniejszą instytucję edukacyjną miasta.
Ze względu na wzrost liczby uczniów i pogarszający się stan techniczny budynku postanowiono przenieść szkołę do nowej siedziby przy ulicy Ze’ewa Żabotyńskiego. Otwarcie szkoły w nowej siedzibie odbyło się w 1958, a w 1959 rozpoczęto rozbiórkę starego budynku szkolnego. Obecnie w miejscu tym wznosi się wieżowiec Shalom Meir Tower (wysokość 142 metry).
Nowy budynek gimnazjum ozdobiono bramą, która nawiązuje do architektury starego budynku szkoły.

## Absolwenci
W wykazie absolwentów szkoły są znane osoby, które tworzyły filar izraelskiego społeczeństwa, między innymi: premier Mosze Szarett, poeta Abraham Szlonski, pisarz Aharon Megged, fizyk Juwal Ne’eman, kardiolog Aron Brand, burmistrz Tel Awiwu Ron Chuldaj, poeta Nathan Alterman, generał Gabi Aszkenazi, piłkarz Amir Szelach, polityk Josi Belin, twórca izraelskiego żeglarstwa i rewizjonista Jirmejahu Halperin, czy rewizjonista, historyk i dziennikarz Abba Achimeir.